# 朱朝錦
朱朝錦，福建漳浦人，明朝政治人物。举人出身。
万历四十七年，擔任廣東廣州府永安縣知縣（現紫金縣知縣）。后由馬應圖接任。